# Канделоро (Кјети)
Канделоро (итал. Candeloro) је насеље у Италији у округу Кјети, региону Абруцо.
Према процени из 2011. у насељу је живело 90 становника. Насеље се налази на надморској висини од 116 м.